# فینکسل (کنتاکی)
فینکسل (به انگلیسی: Fincastle) شهری در ایالت کنتاکی کشور ایالات متحده آمریکا است که جمعیت آن در سرشماری سال ۲۰۱۰ میلادی، ۸۱۷ نفر بوده‌است.